# 주교부
주교성(主敎省, 라틴어: Congregatio pro Episcopis)은 인류복음화성의 선교 지역이 아닌 곳 또는 동방 가톨릭교회를 담당하는 동방교회성의 관할권 아래 편입되는 지역들의 신임 주교 선발을 감독하는 교황청의 심의회이다. 주교성은 또한 필수적으로 5년마다 주교들과 함께하는 교황의 공식회견 일정을 잡으며 새 교구 설정을 결정한다.
주교성은 1588년 1월 22일 교황 식스토 5세가 설립한 ‘교회설립 및 교구설정성성(Sacra Congregazione per l’erezione delle Chiese e le Provviste Concistoriali)’에서 유래한다. 제2차 바티칸 공의회 전까지 교황은 비밀추기경회의(이때, 신성 로마 제국의 황제나 제후는 참석하지 않았음)에서 새로 임명된 추기경들의 이름을 발표하였으며, 새 추기경들의 이름을 모두 발표하고 나서는 새 주교들과 대주교들의 이름 또한 발표하였다. 1908년 6월 29일, 교황 비오 10세는 그 권한을 확대하여 주교 선정뿐 아니라 교구 통치의 감독과 조정, 관리 그리고 신학교를 감독하는 권한까지 맡게 하였다. 이러한 이유로 이 심의회는 1967년까지 교구성성(敎區聖省, S. Congregazione Concistoriale)으로 불렸다. 1967년 8월 15일, 교황 바오로 6세에 의해 지금의 이름으로 개칭되어 새롭게 임무를 부여받았다.

## 교회설립 및 교구설정성성 (1588-1965)
- 도메니코 리비에라 (1710-1730)
- 카르미네 고리메로시 (1882-1886)
- 카를로 노첼라 (1892-1903)
- 가에타노 데 라이 (1908-1928)
- 카를로 페로시 (1928-1930)
- 라파엘레 롯시 (1930-1948)
- 아데오다토 조반니 피아자 (1948-1957)
- 마르첼로 밈미 (1957-1961)
- 카를로 콘팔로니에리 (1961-1965)

## 주교성 (1965-)

### 장관
- 카를로 콘팔로니에리 (1965-1973)
- 세바스티아노 바조 (1973-1984)
- 베르나르댕 간탱 (1984-1998)
- 루카스 모레이라 네베스 (1998-2000)
- 조반니 바티스타 레 (2000-2010)
- 막스 월레 (2010-)

### 차관
- 프란체스코 카르피노 (1965-1967)
- 에르네스토 치바르디 (1967-1979)
- 루카스 모레이라 네베스 (1979-1987)
- 조반니 바티스타 레 (1987-1989)
- 저스틴 프랜시스 리갈리 (1989-1994)
- 호르헤 마리아 메히아 (1994-1998)
- 프란체스코 몬테리시 (1998-2009)
- 마누엘 몬테이로 데 카스트로 (2009-2012)
- 로렌초 발디세리 (2012-2013)
- 일손 데 헤수스 몬타나리 (2014-)